# Caragana camilli-schneideri
Caragana camilli-schneideri är en ärtväxtart som beskrevs av Vladimir Leontjevitj Komarov. Caragana camilli-schneideri ingår i släktet karaganer, och familjen ärtväxter. Inga underarter finns listade i Catalogue of Life.